# Kommandant der Seeverteidigung W
Der Kommandant der Seeverteidigung W, kurz Seekommandant W, war ein regionaler Küstenbefehlshaber der deutschen Kriegsmarine im Zweiten Weltkrieg.
Der Seekommandant W wurde später Seekommandant Kaukasus, Seekommandant Ostkrim und Seekommandant Rumänien.

## Geschichte
Am 13. August 1942 wurde in Maikop aus dem Kommandant der Seeverteidigung W der Kommandant der Seeverteidigung Kaukasus. Der Befehlsbereich reichte von der Taman-Halbinsel bis Novorossisk. Im April 1943 kam die Halbinsel Kertsch dazu. Später kam er nach Anapa und ab November 1942 nach Slavjanskaja, Temrjuk, Kertsch und Feodosia. Die Unterstellung erfolgte unter den Admiral Schwarzes Meer.
Ab 8. Oktober 1943 wurde die Dienststelle auch Kommandant der Seeverteidigung Ostkrim genannt. Von Februar 1944 bis April 1944 wurde es zum Kommandant der Seeverteidigung Ukraine. Diese Dienststelle gab es bereits mehrfach unter diesem Namen. Die Unterstellung blieb unter den Admiral Schwarzes Meer. Aufgestellt in Odessa wurde die Dienststelle im April 1944 nach Konstanza verlegt und in den Kommandanten der Seeverteidigung Rumänien umbenannt, wobei diese auch unter dem Admiral Schwarzes Meer blieb. 
Im August 1944 besaß die Dienststelle als Auffangstellen in Belgrad und Werschetz. Nach einem Einsatz in Südserbien bei Kujaschevac wurde die Dienststelle im Oktober 1944 aufgelöst.

## Seekommandanten
- Kapitän zur See Friedrich-Karl Wesemann: von der Aufstellung bis März 1943
- Kapitän zur See Friedrich Grattenauer: von März 1943 bis Oktober 1944 (†)